# 1977年のエチオピア
1977年のエチオピア（1977ねんのエチオピア）では、1977年のエチオピアに関する出来事について記述する。

## 概要
1974年に臨時軍事行政評議会(PMAC)の議長だったアマン・アンドムが殺害されて以降、社会主義エチオピアの元首は有名無実化され、デルグ（軍部調整委員会）の実権を握っていたメンギスツ・ハイレ・マリアム中佐に実権が集中していった。この1977年にはテフェリ・バンテPMAC議長らが粛清され、メンギスツ自らがPMAC議長に就任することで、デルグ及びメンギスツによる権力の掌握がほぼ完成した。しかし、エリトリア州での内戦は激化し、オガデンにおいても西ソマリア解放戦線との戦闘が起こる（オガデン戦争）など、国内の不安定化が加速する。そうした中エチオピアは武器供与の協定を結んだソビエト連邦やキューバ等社会主義諸国に急速に接近していった。

## できごと

### 1月
- 1月8日 - 労働組合連合(CELU)が廃止され、政府によって代わりにエチオピア労働組合連合(CETU)が設置される[1]。
- 1月13日 - 高等教育委員会が設置される[2]。

### 2月
- 2月3日 - テフェリ・バンテPMAC議長、アスラト・デスタ中佐、ヒルイ・ハイレ・セラシエ中佐、モグス・ウォルデ・ミカエル大尉、テフェラ・デネケ大尉、アレマエフ・ハイレ大尉、ハイル・ベライ伍長らが反革命クーデターを計画したとして逮捕、即日処刑される[2]。
- 2月11日 - 空席となったPMAC議長にメンギスツ・ハイレ・マリアム中佐が、PMAC副議長にアトナフ・アバテ中佐が就任する[2]。臨時軍事行政評議会及び閣僚評議会の権限及び義務に関する政令が発される[2]。

### 3月
- 3月14日 キューバのフィデル・カストロ国家評議会議長がエチオピア訪問[2]。（-3月16日）

### 4月
- 4月21日 - 開発・革命行政委員会が廃止・革命・開発委員会が設置され、権限が強化される[2]。
- 4月23日 - エチオピア政府の命令によりアメリカ軍のカグニュー通信基地、MAAG、NAMRU、USISが閉鎖を命じられ、これらの機関に所属する外国人の一週間以内の国外退去が命令された[2]。

### 5月
- 5月3日 - メンギスツPMAC議長、ソビエト連邦を公式訪問[2]。
- 5月28日 - アメリカ合衆国・イギリス・エジプトの駐在武官事務所閉鎖[2]。

### 7月
- 7月13日 - オガデン戦争。（-1978年3月15日）
- 7月14日 - 大衆組織問題臨時事務所及び政治学校の構成と行動計画の改革に関する政令が発される[2]。

### 8月
- 8月 - 政府と全エチオピア社会主義運動(MEISON)との連携が解消される。
- 8月17日 - 西ソマリア解放戦線(WSLF)及びソマリア国民軍(SNA)、ディレ・ダワを占領。
- 8月27日 - 革命作戦全国司令部が設立される[2]

### 9月
- 9月12日 - 革命3周年記念パレードに100万人が動員される[2]。

### 12月
- 12月23日 - 第一次マッサワの戦い（-1978年）

## 死去
- 2月3日 - テフェリ・バンテ、軍人・PMAC議長（1921年-）[2]
- 2月3日 - アスラト・デスタ、軍人[2]
- 2月3日 - ヒルイ・ハイレ・セラシエ、軍人[2]
- 2月3日 - モグス・ウォルデ・ミカエル、軍人[2]
- 2月3日 - テヘラ・デネケ、軍人[2]
- 2月3日 - アレマエフ・ハイレ、軍人[2]